# تودخاليا الأول

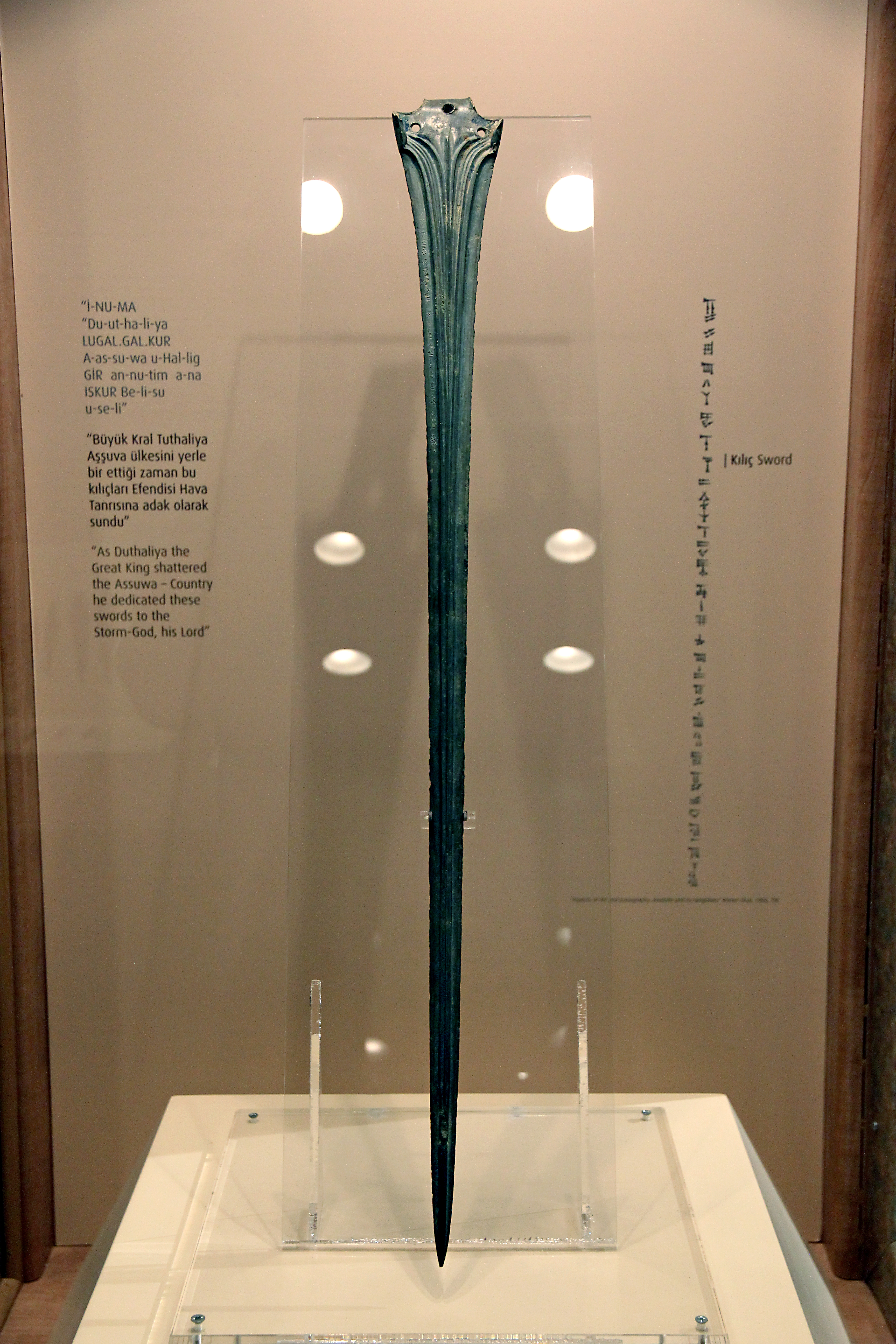
سيف توداليا الرابع بخط مسماري من حتوشا

كان تودخاليا الأول (بالإنجليزية: Tudḫaliya I) (ويشار إليه أحيانًا باسم تودخاليا الثاني (بالإنجليزية: Tudhaliya II)، أو حتى تودخاليا الأول/الثاني (بالإنجليزية: Tudhaliya I/II)) ملكًا للمملكة الحيثية الحديثة في بلاد الأناضول حوالي أوائل القرن الرابع عشر قبل الميلاد (تسلسل زمني قصير).

## الهوية
يعد الترقيم الصحيح للحكام الحيثيين الذين حملوا اسم تودخاليا إشكالية. كان هناك شخصية من عصر هاتي حملت اسم تودخاليا الذي ربما كان أو لم يكن ملكًا. عمليات إعادة البناء الأخرى أدخلت تودخاليا مباشرة بعد الملك الحيثي موواتالي الأول، ولكن قبل تودخاليا الذي يتم الحديث عنه هنا.
يسمي بعض العلماء تودخاليا الأول أول ملوك المملكة الحيثية الحديثة، (أو الإمبراطورية الحيثية). يمنح آخرون هذا الشرف للملك الحيثي سابيليوليوما الأول. ربما كان تودخاليا هو حفيد ملك المملكة الوسطى خوزيا الثاني. وربما كان الخليفة المباشر للملك موواتالي الأول، بعد أن أطاح به. غير أن التسلسل الدقيق للخلافة في بداية المملكة الحيثية الحديثة غير مؤكد، بسبب صعوبة وضع خاتوشيلي الثاني. يشمل عهد تودخاليا الأول فترة من الوصاية المشتركة مع الملك الحيثي أرنوواندا الأول، والذي يعتبر صهره وابنه بالتبني.

## السيرة الذاتية
كان أشهر حدث في عهد تودخاليا هو احتلاله لأرض آسوا. يعتقد بعض العلماء أن اسم آسوا هو أصل اسم المكان الحديث آسيا، على الرغم من أن هذا محل خلاف. علاوة على ذلك، كان هناك العديد من المناطق المكونة داخل آسوا؟ أسوا، بما في ذلك أراضي «تارويسا» (بالإنجليزية: Taruisa) و «ويلوسييا» (بالإنجليزية: Wilusiya)، والتي يتم قبولها عمومًا على أنها إشارات إلى طروادة/إليوس (بالإنجليزية: Troy / Ilios)، على الرغم من عدم وجود أدلة كافية في هذا الوقت لشرح كيفية انطباق هاتين المنطقتين على مكان واحد.

## العائلة
كانت زوجة تودخاليا هي نيكال-ماتي. ولديه ابنة اسمها أشمو-نيكال تزوجت من الملك الحيثي أرنوواندا الأول.

## في الكتاب المقدس
يعتقد عدد من علماء الكتاب المقدس المعاصرين أن إما تودخاليا الأول، أو تودخاليا الحيثي الأصلي، كان نفس الشخص المسمى «تيدال، ملك الأمم» والذي ورد ذكره في سفر التكوين على أنه انضم إلى شدرلعومير في مهاجمة المتمردين في كنعان.